# Belladone (film)
Pour les articles homonymes, voir Belladone.
Pour plus de détails, voir Fiche technique et Distribution.
Belladone est un film dramatique français réalisé par Alanté Kavaïté et sorti en 2025,.

## Synopsis
Sur une île coupée du monde, Gaëlle, 30 ans, prend soin d'un petit groupe de personnes âgées. L'arrivée d'un voilier fait revenir joie et vie sur l'île. Pourtant, Gaëlle doute des intentions des voyageurs car les anciens se mettent à mourir les uns après les autres.

## Fiche technique
Sauf indication contraire, les informations mentionnées dans cette section peuvent être confirmées par les bases de données cinématographiques IMDb et Allociné,  présentes dans la section « Liens externes ».
- Titre original : Belladone
- Réalisation : Alanté Kavaïté
- Scénario : Alanté Kavaïté et Sara Wikler
- Musique : Nicolas Becker et Quentin Sirjacq
- Décors : N/A
- Costumes : N/A
- Photographie : Manuel Alberto Claro
- Son : Frédéric Le Louêt
- Montage : Joëlle Hache
- Production : Stéphanie Carreras, Philippe Pujo et Antoine Simkine
  - Production associée : Arnaud Chautard, Jean-Rachid Kallouche, Nikki Leskinen, Roosa Toivonen et Ari Tolppanen
- Société de production : Finnish Film Fondation, Les Films d'Antoine, Estrella Productions et Kallouche Cinéma
- Société de distribution : Wild Bunch Distribution
- Pays de production :  France
- Langue originale : français
- Format : couleur — 2,39:1 — son 5.1
- Genre : Drame
- Durée : 95 minutes
- Dates de sortie :
  - France : 26 mars 2025

## Distribution
- Nadia Tereszkiewicz : Gaëlle
- Dali Benssalah : David
- Daphné Patakia : Aline
- Miou-Miou : Anna
- Patrick Chesnais : Pierre
- Jean-Claude Drouot : Olivier
- Alexandra Stewart : Evy
- Féodor Atkine : François

## Production
Les tableaux visibles dans l'atelier du peintre Olivier ont été réalisés par l'artiste finlandaise Jenni Hiltunen (fi).